# Liste von Filmen zum Holocaust
Die Liste von Filmen zum Holocaust umfasst Dokumentarfilme, Historienfilme, Spielfilme und Fernsehfilme sowie Serien zum Holocaust, zu darauf bezogenen Ereignissen, daran beteiligten oder davon betroffenen, historischen oder fiktiven Personen. Die Filme sind in jeder Rubrik chronologisch geordnet. Die Angaben beschränken sich auf Staaten (abgekürzt nach Liste der Kfz-Nationalitätszeichen), Jahr der Erscheinung und Regisseure. Zu weiteren Details siehe die Einzelartikel.

## Dokumentarfilme
- Die Todesmühlen, D 1945, Hanuš Burger
- Nacht und Nebel, F 1955, Alain Resnais
- Ein Tagebuch für Anne Frank, DDR 1958, Joachim Hellwig
- Mein Kampf, BRD/S 1960, Erwin Leiser
- Der Vorletzte Akt, BRD 1965, Walter Krüttner
- Das Haus nebenan – Chronik einer französischen Stadt im Kriege, Ch/F 1969, Marcel Ophüls
- Mendel Schainfelds zweite Reise nach Deutschland, BRD 1972, Hans-Dieter Grabe
- The Memory of Justice, BRD/F/GB/USA 1976, Marcel Ophüls
- Reinhard Heydrich – Manager des Terrors, BRD 1977, Heinz Schirk
- Janusz Korczak - Ein Leben für die Kinder, Polen, 1978[1]
- Der gelbe Stern – Die Judenverfolgung 1933–1945, BRD 1980, Dieter Hildebrandt
- Zeugen – Aussagen zum Mord an einem Volk, BRD 1981, Karl Fruchtmann
- Genocide, USA 1982, Arnold Schwartzman
- Who Shall Live and Who Shall Die, USA 1982, Laurence Jarvik
- The Work, P/USA 1983, Bernard Offen
- Der Prozess, D 1984, Eberhard Fechner
- Goethe in D oder die Blutnacht auf dem Schreckenstein oder wie Erwin Geschonneck eine Hauptrolle spielte, D 1986, Manfred Vosz
- Shoah, F 1985, Claude Lanzmann
- Die Befreiung von Auschwitz, BRD 1986, Bengt von zur Mühlen
- Hôtel Terminus: Zeit und Leben des Klaus Barbie, USA 1988, Marcel Ophüls
- Yad Vashem: Preserving the Past to Ensure the Future, USA 1989
- Der Tod ist ein Meister aus Deutschland, D 1990, Lea Rosh, Eberhard Jäckel
- Balagan, D/IL 1993, Andres Veiel
- Die Kunst des Erinnerns – Simon Wiesenthal, A/USA 1994/95, Hannah Heer, Werner Schmiedel
- Totschweigen, A 1994, Margareta Heinrich, Eduard Erne
- Anne Frank – Zeitzeugen erinnern sich, GB/NL/USA 1995, Jon Blair
- Das Prinzip Dora. D 1997, Claudette und Rolf Coulanges
- Grüningers Fall. Ch 1997, Richard Dindo
- My Hometown Concentration Camp, P/USA 1997, Bernard Offen
- The Lost Children of Berlin, USA 1997, Elizabeth McIntyre
- Unterwegs als sicherer Ort, D 1997, Dietrich Schubert
- Der Judenmord – Deutsche und Österreicher berichten, Belgien 1998, Michel Alexandre
- Die letzten Tage, USA 1998, James Moll
- Diese Tage in Terezín, CZ/D 1998, Sibylle Schönemann
- Die Akte B. – Alois Brunner: Die Geschichte eines Massenmörders, D 1998, Georg M. Hafner, Esther Schapira
- Drei deutsche Mörder. Aufzeichnungen über die Banalität des Bösen, D, 1999 (Material von 1978)
- Process B-7815, P/USA, 1999, Bernard Offen
- Mendel lebt – Wiederbegegnung mit Mendel Szajnfeld, D 1999, Hans-Dieter Grabe
- Holokaust, D 2000, Regie Maurice Philip Remy (Sechsteilige Serie für das ZDF, auch im Ausland ausgestrahlt)
- Das Himmler-Projekt, D 2000, Romuald Karmakar
- Kindertransport – In eine fremde Welt, USA 2000, Mark Jonathan Harris
- Paragraph 175, D/GB/USA 2000, Rob Epstein, Jeffrey Friedman
- Eine Liebe in Auschwitz, D 2001, Jens Nicolai
- Sobibor, 14. Oktober 1943, 16 Uhr, F 2001, Claude Lanzmann
- Kurt Gerron – Gefangen im Paradies, D/GB/CDN/USA 2002, Malcolm Clarke, Stuart Sender
- Mariannes Heimkehr, D 2003, Stefan Röttger, Gert Monheim
- Land der Vernichtung, D 2004, Romuald Karmakar
- Hawaii and the Holocaust, USA 2004, Bernard Offen
- Hollywood und der Holocaust, D/FIN/GB/USA 2004, Daniel Anker
- Wege der Tübinger Juden. Eine Spurensuche, D 2004, Ulrike Baumgärtner
- Mit dem Mut der Verzweifelten – Jüdischer Widerstand gegen Hitler, D 2005, Rena und Thomas Giefer
- Wenn lang die Bilder schon verblassen… KZ Theresienstadt – Propagandafilm und Wirklichkeit, D 2005, Thilo Pohle
- Zwei oder drei Dinge, die ich von ihm weiß, D/SQ 2005, Malte Ludin
- Winterkinder – Die schweigende Generation, D 2005, Jens Schanze
- Gerdas Schweigen, D 2008, Britta Wauer
- Defamation, IL 2009, Yoav Shamir
- Der weiße Rabe – Max Mannheimer, D 2009, Carolin Otto
- Die Gesichter des Bösen – Hitlers Henker, D 2009, Regie Michael Kloft
- Geheimsache Ghettofilm, D/IL 2010, Yael Hersonski
- No Place On Earth, USA 2012, Janet Tobias
- Dann bin ich ja ein Mörder, A 2012, Walter Manoschek
- Der Letzte der Ungerechten, A/F 2013, Claude Lanzmann
- Das radikal Böse, A/D 2013, Stefan Ruzowitzky
- The Lady in Number 6, CA/USA/GB 2013, Malcolm Clarke
- Night will fall – Hitchcocks Lehrfilm für die Deutschen, GB 2014, André Singer
- Die Grauen der Shoah, dokumentiert von sowjetischen Kameramännern, F, 2014
- What Our Fathers Did: A Nazi Legacy, GB 2015, David Evans
- Das Geheimarchiv im Warschauer Ghetto, USA 2018, Roberta Grossman
- Ein Tag in Auschwitz, Deutschland 2020, Winfried Laasch und Friedrich Scherer

## Spielfilme
- Die Unbeugsamen, 1945, Mark Semjonowitsch Donskoi
- Die Spur des Fremden, USA 1946, Orson Welles
- Die Mörder sind unter uns, Berlin 1946, Wolfgang Staudte
- Ehe im Schatten, Berlin 1947, Kurt Maetzig
- In jenen Tagen, D 1947, Helmut Käutner
- Affaire Blum, D 1948, Erich Engel
- Lang ist der Weg, D 1948, Herbert B. Fredersdorf
- Die Gezeichneten, USA 1948, Fred Zinnemann
- Die letzte Etappe, PL 1948, Wanda Jakubowska
- Morituri, D 1948, Eugen York
- Stalag 17, USA 1953, Billy Wilder
- Hunde, wollt ihr ewig leben, BRD 1959, Frank Wisbar
- Das Tagebuch der Anne Frank, USA 1959, George Stevens
- Sterne, DDR/Bulgarien 1959, Konrad Wolf
- Der Verschlag, F 1960 (L’enclos), Armand Gatti
- Kapo, I/F 1960, Gillo Pontecorvo
- Exodus, USA 1960, Otto Preminger
- Das Urteil von Nürnberg, USA 1961, Stanley Kramer
- Samson, PL 1961, Andrzej Wajda
- Professor Mamlock, DDR 1961, Konrad Wolf
- Die Passagierin, PL 1963, Andrzej Munk
- Nackt unter Wölfen, DDR 1963, Frank Beyer
- Der Pfandleiher, USA 1964, Sidney Lumet
- Chronik eines Mordes, DDR 1965, Joachim Hasler
- Das Geschäft in der Hauptstraße, Tschechoslowakei 1965, Ján Kadár und Elmar Klos
- Das Haus in der Karpfengasse, BRD 1965, Kurt Hoffmann
- Ein Tag – Bericht aus einem deutschen Konzentrationslager 1939, BRD 1965, Egon Monk
- Zeugin aus der Hölle, BRD/YU 1966, Zika Mitrović
- Lebende Ware, DDR 1966, Wolfgang Luderer
- Der alte Mann und das Kind, F 1967, Claude Berri
- Der Garten der Finzi Contini, I 1970, Vittorio De Sica
- QB VII, USA 1970, Leon Uris
- The Day the Clown Cried, F/S 1972, Jerry Lewis (unveröffentlicht)
- Die Bilder des Zeugen Schattmann, DDR 1972 Kurt Jung-Alsen
- Der Nachtportier, I 1974, Liliana Cavani
- Die Akte Odessa, GB/BRD 1974, Ronald Neame
- Sie sind frei, Dr. Korczak, D/IL 1974, Aleksander Ford
- Jakob der Lügner, DDR 1974, Frank Beyer (einzige Oscar-Nominierung der DEFA)
- Die Verfolgten, F 1974, Michel Mitrani
- Der Marathon-Mann, USA 1976, John Schlesinger
- Aus einem deutschen Leben, BRD 1977, Theodor Kotulla
- Die Gesetzesfalle, DDR 1978, Anne Dessau
- David, BRD 1979, Peter Lilienthal
- Spiel um Zeit, USA 1980, Daniel Mann, Joseph Sargent
- Das Letzte Loch, BRD 1981, Herbert Achternbusch
- Sophies Entscheidung, USA 1982, Alan J. Pakula
- Das Tagebuch der Anne Frank, DDR 1982, Mirjana Erceg
- Im Wendekreis des Kreuzes, GB/USA 1983, Jerry London
- Sein oder Nichtsein, USA 1983, Alan Johnson
- Blutiger Schnee, BRD/PL 1984, Jerzy Hoffman
- Versteckt, USA 1984, Anthony Page
- Die Wannseekonferenz, BRD 1984, Heinz Schirk
- Novembermond, D/F 1985, Alexandra von Grote
- Wallenberg: A Hero’s Story, USA 1985, Lamont Johnson
- Flucht aus Sobibor, GB/Jugoslawien 1987, Jack Gold
- Auf Wiedersehen, Kinder, F/BRD 1987, Louis Malle
- Stielke, Heinz, fünfzehn, DDR 1987, Michael Kann
- Mein Leben mit Anne Frank, GB/USA 1988, John Erman
- Und die Geigen verstummen, USA 1988, Alexander Ramati
- Die Schauspielerin DDR, 1988, Siegfried Kühn
- Der Krähenbaum, BRD, 1988, Frank Guthke
- Kornblumenblau, PL 1989, Lezek Wosiewicz
- Recht, nicht Rache, USA/UK/D/HU 1989, Brian Gibson
- Feinde – Die Geschichte einer Liebe, USA 1989, Paul Mazursky
- Music Box – Die ganze Wahrheit, USA 1989, Constantin Costa-Gavras
- Triumph des Geistes, USA 1989, Robert M. Young
- Hitlerjunge Salomon, BRD/PL/F 1990, Agnieszka Holland
- Abrahams Gold, D 1990, Jörg Graser
- Korczak, D/F/PL 1990, Andrzej Wajda
- Leni, D 1993, Leo Hiemer
- Schindlers Liste, USA 1993, Steven Spielberg
- Drei Tage im April, D/F/A 1994, Oliver Storz
- Mutters Courage, D 1995, Michael Verhoeven
- Die Karwoche, PL 1995, Andrzej Wajda
- Von Hölle zu Hölle, BY/D 1996, Dmitri Astrachan
- Atempause (La tregua), I 1997, Francesco Rosi
- Das Leben ist schön, It 1997, Roberto Benigni
- Die Insel in der Vogelstraße (The Island on Bird Street), DK 1997, Søren Kragh-Jacobsen
- Kalmans Geheimnis, B/NL 1998, Jeroen Krabbé
- Zug des Lebens, B/F/IL/NL/RO 1998, Radu Mihăileanu
- Jakob der Lügner, F/H/USA 1999, Peter Kassovitz
- Wir müssen zusammenhalten, CZ 2000, Jan Hřebejk
- Nürnberg – Im Namen der Menschlichkeit, USA/CDN 2000, Yves Simoneau
- Anne Frank, CZ/USA 2001, Robert Dornhelm
- Edges of the Lord – Verlorene Kinder des Krieges, P/USA 2001, Yurek Bogayevicz
- Die Grauzone, USA 2001, Tim Blake Nelson
- Uprising – Der Aufstand, A/D/GB/USA 2001, Jon Avnet
- Die Wannseekonferenz, USA/UK 2001, Frank Pierson
- Monsieur Batignole, F 2002, Gérard Jugnot
- Der Stellvertreter, D/F/RO 2002, Constantin Costa-Gavras
- Der Pianist, F/GB/D/PL 2002, Roman Polański
- Das letzte Versteck, D/Ch 2002, Pierre Koralnik
- Rosenstraße, D/NL 2002, Margarethe von Trotta
- Auschwitz – Out of the Ashes, USA 2003, Joseph Sargent
- Annas Heimkehr, D 2003, Xaver Schwarzenberger
- Babij Jar – Das vergessene Verbrechen, D/RUS 2003, Jeff Kanew
- Der neunte Tag, D 2004, Volker Schlöndorff
- Von Hitlers Schergen gehetzt, GB/USA 2004, John Daly
- Alles ist erleuchtet, USA 2005, Liev Schreiber
- Fateless – Roman eines Schicksallosen, H/D/GB 2005, Lajos Koltai
- Speer und Er, D 2005, Heinrich Breloer
- Der letzte Zug, D/CZ 2006, Joseph Vilsmaier, Dana Vávrová
- Ghetto, D/LT 2006, Audrius Juzenas
- Nicht alle waren Mörder, D 2006, Jo Baier
- Eichmann, HU/GB 2007, Robert Young
- Die Fälscher, A 2007, Stefan Ruzowitzky
- Der Junge im gestreiften Pyjama, GB/USA 2008, Mark Herman
- Defiance – Für meine Brüder, die niemals aufgaben, USA 2008, Edward Zwick
- Die Hetzjagd, D/F/B 2008, Laurent Jaoui
- Auschwitz, D/CDN/HR 2009, Uwe Boll
- Die Kinder von Paris, D/F/H 2010, Roselyne Bosch
- Sarahs Schlüssel, F 2010, Gilles Paquet-Brenner
- Jud Süß – Film ohne Gewissen, D 2010, Oskar Roehler
- Vielleicht in einem anderen Leben, A/D/H 2010, Elisabeth Scharang
- Der türkische Reisepass, TR 2011, Burak Arliel
- Die verlorene Zeit, D 2011, Anna Justice
- In Darkness, D/PL/CDN 2011, Agnieszka Holland
- Mein bester Feind, A/L 2011, Wolfgang Murnberger
- Pokłosie, PL 2012, Władysław Pasikowski
- Hannas Reise, D/IL 2012, Julia von Heinz
- Der jüdische Kardinal, FR 2012, Ilan Duran Cohen
- Lauf Junge lauf, D/PL/FR 2013, Pepe Danquart
- Ein blinder Held – Die Liebe des Otto Weidt, D 2014, Kai Christiansen
- Akte Grüninger, DH 2014, Alain Gsponer
- Son of Saul, H 2015, László Nemes Jeles
- Nackt unter Wölfen D 2015, Philipp Kadelbach
- Die Kinder der Villa Emma, A/D 2016, Nikolaus Leytner
- Fannys Reise, FR/B 2016, Lola Doillon
- Die Frau des Zoodirektors, USA 2017, Niki Caro
- Das Testament, IL/A 2017, Amichai Greenberg
- Ein Sack voll Murmeln, F 2017, Christian Duguay
- Dara of Jasenovac, SRB 2020, Predrag Antonijević
- The Zone of Interest, USA/UK/PL 2023, Jonathan Glazer
- Treasure – Familie ist ein fremdes Land, D/FR 2024, Julia von Heinz

## Serien
- Am grünen Strand der Spree, BRD 1960, fünfteilig, 1. Teil: Das Tagebuch des Jürgen Wilms, Fritz Umgelter
- Holocaust – Die Geschichte der Familie Weiss, USA 1978, vierteilig, Marvin J. Chomsky
- Ein jeglicher wird seinen Lohn empfangen…, F 1981, sechsteilig, Claude Lelouch
- Ein Stück Himmel, BRD 1982, zehnteilig, Franz Peter Wirth
- Der Schrei nach Leben, CA/F/HU 1983, Robert Enrico
- Väter und Söhne, D/AT/F/I 1986, Bernhard Sinkel
- Die Bertinis, D/A/CH 1988
- Klemperer – Ein Leben in Deutschland, D 1999, zwölfteilig, Kai Wessel
- Band of Brothers – Wir waren wie Brüder, Teil 9: „Warum wir kämpfen“, USA 2001
- Madar-e sefr daradscheh, IR 2007, 30-teilig
- The Tattooist of Auschwitz, GB 2024, sechsteilig